# Dohtor Miód
Dohtor Miód, właściwie Marcin Witas (ur. 21 kwietnia 1976 w Piekarach Śląskich) – polski raper i autor tekstów ściśle związany ze Śląskiem.

## Twórczość
Dohtor Miód rozpoczął karierę w 1991 roku; albumem Votan B. (znanym do tej pory jedynie w najbliższym otoczeniu artysty). W swoich utworach używa wyłącznie języka śląskiego, wykorzystując często wulgaryzmy oraz język niemiecki. Nie jest wykonawcą zawodowym; twórczość jest w pełni niekomercyjna, a prawie wszystkie albumy można pobrać bezpłatnie z oficjalnej strony internetowej (jedynie album Votan B., ze względu na uszkodzenie kopii jest niedostępny).
Najbardziej znana część twórczości Dohtora Mioda obrazuje życie na Śląsku, w tym wynik przemian ustrojowych ostatnich kilkunastu lat: zubożenie społeczeństwa, degradację moralną, alkoholizm i przemoc. Porusza również kwestię autonomii śląskiej. W swoich utworach niejednokrotnie odżegnuje się od obywatelstwa polskiego uważając się za obywatela śląskiego (np.: pyłnokrwisty zy mje Hanys; ślonskie mom pochodzyni (...). Tu jes mojo muter moja, ojcowizna. Ona mi rodzi futer – jo sie ij trzymia). Ponadto, znaczna część piosenek opisuje zjawisko prostytucji i dewiacji seksualnych (m.in. sadomasochizm).

### Zaangażowanie w innych projektach muzycznych
Dohtor Miód był związany z innymi piekarskimi zespołami – 41940 (oldschool hardcore) i Tagot (death metal). Był także współtwórcą projektu heavymetalowego – Szameles. Obecnie sprawuje patronat nad innym śląskim zespołem – Ausdruckiem (wystąpił gościnnie w intrze debiutanckiego albumu zespołu).
15 grudnia 2007 roku wystąpił gościnnie z punkowym zespołem Castet podczas koncertu "Silesia Punk Attack" (źródło.). Ponadto utwór "Pełno gemba piochu" znalazł się na płycie "Punk side of the Moon" (Castet) (źródło.).

### Gatunek muzyczny
Twórczość Dohtora Mioda za sprawą różnorodności podkładów i aranżacji wokalu trudno zakwalifikować do jednego nurtu muzycznego. Oscyluje pomiędzy hip-hopem, poprzez muzykę elektroniczną (część podkładów powstawało na konsoli Sony PlayStation i syntezatorze), aż po utwór rockowy (Fojera, album Mikrofon i siykyra), czy heavymetalowy (Sado Maczo, album Votan B – SuperKnut).
Artysta, aby podkreślić odrębność gatunku muzycznego, w których tworzy używa własnych określeń – syr-danz, techno-knut, sado-rock. Natomiast fani artysty, chcąc zamanifestować tożsamość z utworami nazywają siebie knutomaniakami (wyrażenie pochwycone z utworu Minyło kilka lat...).

### Dyskografia
| ROK  | RODZAJ | TYTUŁ                     | UTWORÓW | CZAS  | UWAGI                        |
| ---- | ------ | ------------------------- | ------- | ----- | ---------------------------- |
| 1991 | LP     | Votan B.                  | ?       | ?     | album zaginiony              |
| 1992 | LP     | Znojdź sie synek dziołcha | 14      | 28:08 |                              |
| 1993 | LP     | Wyliz Mi                  | 18      | 32:13 | Koprodukcja z Fredem Wymiono |
| 1993 | LP     | Wór                       | 14      | 28:36 |                              |
| 1999 | LP     | Minyło kilka lat...       | 8       | 39:00 |                              |
| 2005 | EP     | Bioło Nysa                | 8       | 24:43 |                              |
| 2006 | LP     | Mikrofon i siykyra        | 15      | 47:05 |                              |
| 2007 | EP     | Votan B. – SuperKnut      | 4       | 10:51 |                              |
| 2008 | LP     | Knur                      | 10      | 41:02 |                              |
| 2009 | LP     | Trzi Knuty                |         |       |                              |
| 2011 | LP     | Wyjście Knuta             | 11      |       |                              |
| 2012 | LP     | 20 (Zwanzig)              | 20+1    |       |                              |

## Pisownia pseudonimu
Ze względu na brak ustalonej kodyfikacji etnolektu śląskiego częstym zjawiskiem jest zapisywanie pseudonimu artysty na różne sposoby (np. Doktor Miód, Dochtor Miód). Przez wiele lat działalności sam artysta używał równolegle dwóch form pisowni: Dohtor Miód i Dochtor Miód. Dopiero w roku 2005 zdecydował się na ujednolicenie pisowni pseudonimu. Na początku działalności artysta posługiwał się również skrótem – Dr. Miód (celowo z kropką, aby w ten sposób odżegnać się od zasad gramatycznych obowiązujących w języku polskim).

### Etymologia pseudonimu
Początkowo myślano, że pseudonim artysty to nawiązanie do tytułu naukowego i nazwiska prof. Jana Miodka. Sam artysta zdementował jednak tę informację twierdząc, że powodem przyjęcia pseudonimu była fascynacja twórczością Dr. Dre (stąd pierwszy człon – Dohtor). Drugi człon (Miód) to nawiązanie do woskowiny (Miód to potoczna nazwa tej wydzieliny).

## Popularność i odbiór społeczny
Pierwsze albumy Dohtora Mioda były (początkowo) znane jedynie wśród przyjaciół i znajomych artysty. Album Minyło kilka lat... rozpowszechnił twórczość lokalnie (Piekary Śląskie i miasta ościenne). Rozkwit popularności miał miejsce za sprawą różnorodnego albumu Bioło Nysa, który traktował o korzystaniu z usług prostytutek, degradacji obyczajowej wśród mieszkańców Piekar Śląskich, aż po utwór solidaryzujący się z Autonomią Palestyńską.
Kontrowersyjne teksty w utworach wpływają na skrajnie odmienną interpretację piosenek. Przez jednych utwory uznawane są za twórczość prymitywną, przez drugich za autorytatywną w kwestii problemów społecznych, z kolei przez innych jako twórczość z założenia śmieszną.